# Toni Schönecker

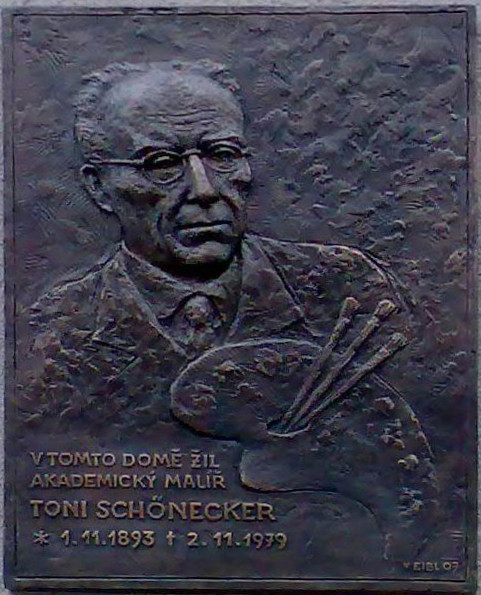
Toni Schönecker, Gedenktafel von Vítězslav Eibl
(2007; enthüllt 2008)
(Havlíčka-Borovského-Straße 692, wo der Künstler lebte.)

Anton „Toni“ Schönecker (* 1. November 1893 in Falkenau an der Eger, Österreich-Ungarn; † 2. November 1979 in Wangen im Allgäu) war ein sudetendeutscher Bildender Künstler. Er arbeitete als Maler, Freskant, Aquarellist, Zeichner, Illustrator, Radierer, Lithograf, Holzschneider, Fotograf und Bildhauer.

## Leben

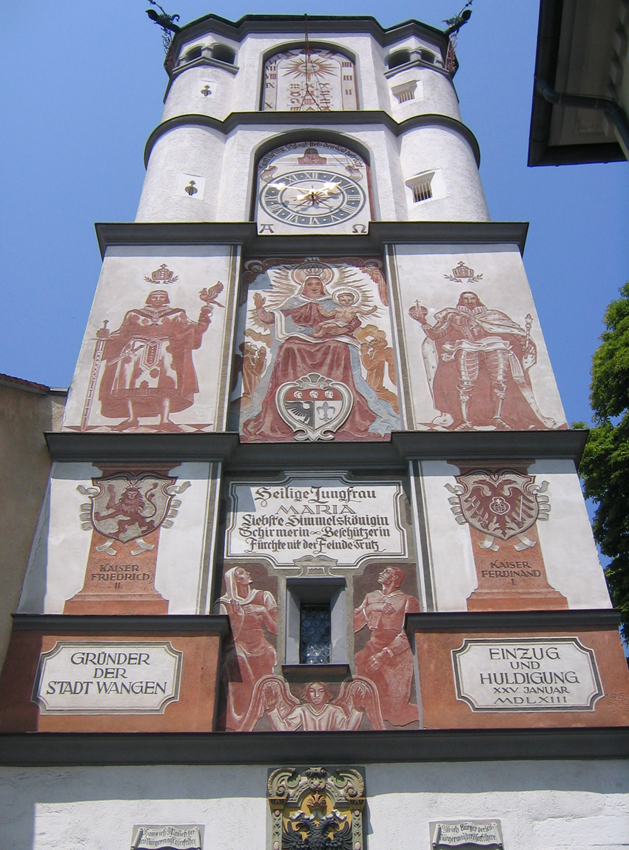
Bemalung am Frauentor, Wangen (1950)

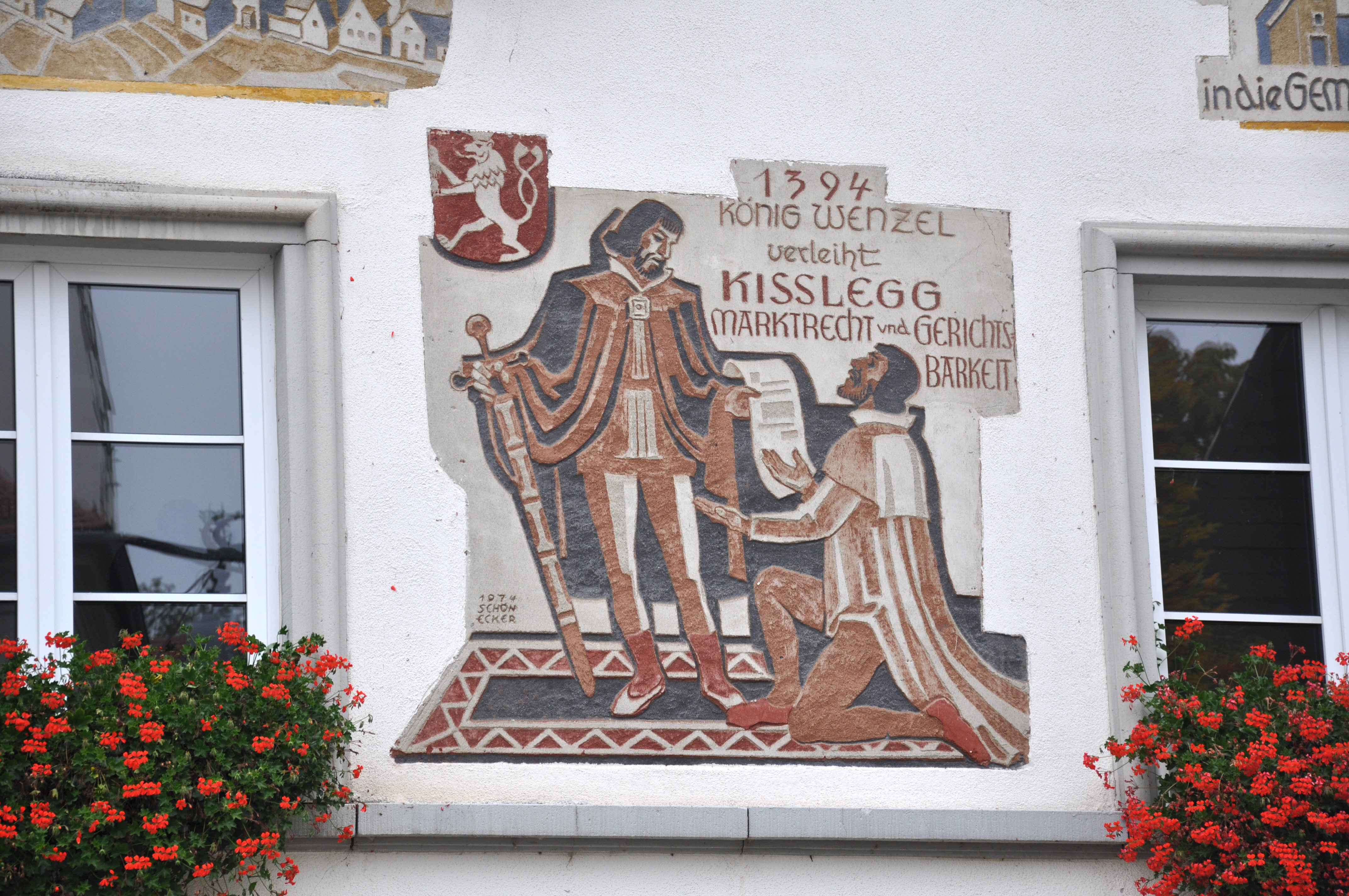
Teil der Bemalung am Kißlegger Rathaus (1974)

Toni Schönecker wurde in Falkenau an der Eger (heute Sokolov) als Sohn eines Tischlers geboren und beendete dort 1910 die 1907 begonnene dreijährige Ausbildung zum Fotografen.
Es folgten Wanderjahre mit Aufenthalten in Pressburg, Brüssel, Berlin und München, bis er 1913 eine Festanstellung an der Kaiserlich Königlichen Graphischen Lehr- und Versuchsanstalt in Wien bekam. 1914 erfolgte bereits die Heranziehung zum Kriegsdienst. Nach Ende des Ersten Weltkriegs begann er 1918 beim Königlich Bayerischen Hoffotografen Franz Grainer in München. Von 1919 (Immatrikulation am 31. Mai 1919) bis 1923 studierte er an der Akademie der Bildenden Künste München, unter anderem bei Hermann Groeber. Seinen Lebensunterhalt verdiente er sich dabei als Sport-Illustrator bei verschiedenen Verlagen, beispielsweise für den Bergverlag Rudolf Rother, für Velhagen & Klasing in Leipzig, für J. Steinbrener in Schärding und den Karl Adam Kraft Verlag in Karlsbad (später in Augsburg) sowie zum Beispiel auch in der Zeitschrift Simplicissimus. Zu dieser Zeit entstanden auch zahlreiche Bilder und Zeichnungen von Bergsteigern, Kletterern und markanten Bergen der Alpen.
1924 ging Schönecker zurück in seine Heimatstadt Falkenau und war als freischaffender Künstler tätig. 1940 waren Werke von ihm bei der Großen Deutschen Kunstausstellung im Haus der Deutschen Kunst in München zu sehen. 1944 wurde er wiederum zum Kriegsdienst herangezogen. Nach dem Zweiten Weltkrieg lebte und arbeitete er als freischaffender Künstler von 1946 bis 1949 in Partenkirchen, danach bis 1951 in Klais und ab 1953 in Wangen, wo er ein Atelier im Lindauer Tor hatte.
Von den Arbeiten aus der Zeit vor dem Ersten Weltkrieg sind aufgrund der Vertreibung fast nur noch Reproduktionen erhalten. Neben Bildern, Grafiken, Zeichnungen – darunter Landschafts-, Porträt- und Aktmalerei – und Bildhauerarbeiten in Form von Denkmälern entstanden an seinen Egerländer und süddeutschen Wirkungsorten auch mehrere Sgraffiti und Fresken. Allein in Wangen schuf er Kunst am Bau an rund 60 öffentlichen und privaten Gebäuden.
Schönecker verstarb einen Tag nach seinem 86. Geburtstag kurz nach Vollendung eines Freskos. Seine Werke wurden auch nach seinem Tod mehrfach ausgestellt.

## Foto- und Bildillustrationen (Auswahl)
- Gustav Goes: Im Wunderreiche des Bergkönigs: Ein Märchenbuch. Verlagsanstalt Hermann Klemm, Berlin-Grunewald 1922.
- Gustav Goes: Märchengeister: Märchen. Verlagsanstalt Hermann Klemm, Berlin-Grunewald 1923.
- Carl Joseph Luther; Paul Weidinger: Der Skikurs: Ein Vers- u. Bilderbuch. Bergverlag R. Rother, München 1925.
- George Helfrich: Die Dame auf Schlittschuhen. Bergverlag R. Rother, München 1926.
- Carl Joseph Luther: Skiläufer: Skihaserl, Kanuten, Kraxler und anderes Volk; Wie sie Toni Schönecker zeichnet. Bergverlag R. Rother, München 1933 (Erstauflage).
- Gustav Jungbauer (Hrsg.): Egerländer Volkslieder. Verlag Walter de Gruyter, Berlin/Leipzig 1937.
- Alfred Görgl; Richard Paulus (Hrsg.): Leuchtende Welt: Gedichte. Werkstätte für Schriftkunst, Prag/Verlag Franz Kraus. Reichenberg 1939.
- Volkserbe der Sudetendeutschen (Zweiteiliges Werk). Bastei-Verlag Dresdner Akzidenzdruckerei, Dresden 1939/1940.
- Karl Springenschmid: Engel in Lederhosen. Lachende Geschichten aus den Bergen Tirols. Karl Adam Kraft Verlag, 1959.
- Paul Oskar Höcker: Wintersport, 1929

## Auszeichnungen
- 1962: Nordgau-Kulturpreis der Stadt Amberg in der Kategorie „Nordgauförderung“
- Bundesehrenzeichen der Eghalanda Gmoin